# Jiangtuan
Jiangtuan (kinesiska: 姜疃, 姜疃镇) är en köping i Kina. Den ligger i provinsen Shandong, i den östra delen av landet, omkring 330 kilometer öster om provinshuvudstaden Jinan. Antalet invånare är 53285. Befolkningen består av 26 077 kvinnor och 27 208 män. Barn under 15 år utgör 11,0 %, vuxna 15-64 år 75 %, och äldre över 65 år 12,0 %.
Jiangtuan delas in i:
- 姜疃村
- 新安村
- 上夼村
- 泊庄村
- 凤头村
- 北宋格庄村
- 院上村
- 濯村
- 董格庄村
- 大庄子村
- 东庄村
- 鹤山口村
- 东森埠庄村
- 西森埠庄村
- 后森埠庄村
- 瑶头村
- 西宅村
- 西马家庄村
- 东马家庄村
- 地南头村
- 地北头村
- 东宅村
- 东路格庄村
- 西路格庄村
- 北路格庄村
- 岚子村
- 青杨夼村
- 东梁子口村
- 南姜格庄村
- 辛庄村
- 北黄村
- 塔南泊村
- 陶格庄村
- 西石水头村
- 后石水头村
- 东石水头村
- 元庄村
- 马家夼村
- 西韩格庄村
- 众水村
- 柴沟村

Genomsnittlig årsnederbörd är 784 millimeter. Den regnigaste månaden är juli, med i genomsnitt 259 mm nederbörd, och den torraste är januari, med 12 mm nederbörd.